# János Mátyus
János Mátyus (20 de dezembro de 1974) é um ex-futebolista profissional húngaro que atuava como defensor.

## Carreira
János Mátyus representou a Seleção Húngara de Futebol nas Olimpíadas de 1996.